# خوزه آنتونیو کاماچو
خوزه آنتونیو کاماچو، او در ۸ ژوئن ۱۹۵۵ در سیسا، اسپانیا متولد شد.
او فوتبال حرفه‌ای خود را در سال ۱۹۷۲ با بازی در جوانان باشگاه فوتبال آلباسته بالومپیه آغاز کرد. و پس از سه سال بازی به تیم کهکشانی‌ها پیوست و در پست جناح چپ همراه با رافائل گاریلو ۶۰۰ بازی برای رئال (۴۱۴ بازی فقط در لیگ) انجام داد ولی با مصدومیتی که در ژانویه ۱۹۷۸ در تمرین برایش اتفاق افتاد او را برای ۲ سال از میادین دور بود ولی با بازگشت قوی به میادین دوباره به اوج رسید و توانست با رئال در دو سال پی در پی قهرمان جام یوفا شود.
کاماچو همچنین ۸۱ بازی برای تیم ملی اسپانیا انجام داد. او اولین بازی خود را ۵ فوریه ۱۹۷۵ در والنسیا مقابل تیم ملی اسکاتلند در مرحله مقدماتی جام ملت‌های اروپا ۱۹۷۶ زمانی که هنوز ۲۰ سالش نشده بود انجام داد. تا ۱۳ سال بعد از آن کاماچو به عنوان مهره اصلی اسپانیا در دفاع چپ همواره حضور داشت و در مسابقات جام ملت‌های اروپا ۱۹۸۸ در سن ۳۳ سالگی از فوتبال ملی خداحافظی کرد.

## مربی گری
پس از بازنشستگی کار خود را به عنوان مربی باrayo vallecano و سپس در (۱۹۹۶–۱۹۹۴) با اسپانیول و (۱۹۹۷–۱۹۹۶) سویا (۱۹۹۷–۱۹۹۸) اسپانیول و سرانجام رئال مادرید قرارداد بست. در سال ۱۹۹۸ توانست رئال را قهرمان لالیگا کند ولی اختلاف نظرش با رئیس باشگاه منجر به جدایی او از رئال شد.
او سپس کارش را به عنوان سرمربی تیم ملی اسپانیا در سال ۱۹۹۸ آغاز کرد و کارنامه موفقی را از خود به نمایش گذاشت. در جام جهانی ۲۰۰۲ در مرحله یک چهارم نهایی در بازی مقابل کره جنوبی با قضاوت بحث‌برانگیز داور از جام جهانی کنار رفت. و بعد از آن بود که استعفی خود را تسلیم کرد و جای خود را بهIñaki Sáez داد.
او در ۲۰ نوامبر ۲۰۰۲ پس از اخراج jesualdo ferreira جانشین او در بنفیکا شد و توانست جام پرتقال را با شکست پورتو با سرمربی گری خوزه مورینیو به‌دست آورد و در پایان لیگ به مقام دوم برسد.
در فصل ۲۰۰۴–۲۰۰۵ کاماچو بار دیگر به رئال بازگشت و جایگزین carlos queiroz شد ولی حضورش در رئال دوباره زیاد دوام نیاورد و او با دستیارش ماریو رموند گارسیو تعویض شد.
او سپس دوباره برای مدت کوناهی هدایت تیم به بنفیکا را بر عهده گرفت ولی یک رشته نتایج ضعیف باعث جداشدم او از بنفیکا گشت. پس از آن کاماچو مدتی در یک برنامه تلویزیونی فوتبال به عنوان کارشناس فعالیت کرد. تا اینکه در سال ۲۰۰۸ هدایت تیم اوساسونا را بر عهده گرفت.